# Piume al vento
Piume al vento è un film del 1951 diretto da Ugo Amadoro.

## Produzione
Il film fu girato a Viterbo. Molte sequenze furono girate nel quartiere San Faustino: all'interno della chiesa, in via del Pavone, via Piana, via Prada, piazza San Faustino, via San Faustino, via Cairoli. Altre sequenze sono state girate in piazza del Gesù, via dei Pellegrini, via Fattungheri e in altre zone della città.

## Restauro
Giacente presso la Cineteca di Bologna, è stato restaurato in formato digitale nel 2013. Un'importante testimonianza recuperata grazie all'impegno, tra gli altri, di Silvio Cappelli, studioso di storia locale e presidente dell'associazione culturale Take Off di Viterbo, che dopo lunghissime ricerche è riuscito a localizzarne una copia in pellicola da 16 mm disponibile presso la fondazione cineteca di Bologna. Film che, però, non poteva essere dato in prestito per la sua rarità e per il rischio di un suo deterioramento irreversibile. La duplicazione, in formato digitale, è stata possibile soltanto dopo un particolare intervento tecnico fronteggiato grazie alla disponibilità di un gruppo di persone che hanno contribuito a portare a termine l'iniziativa. La preziosa copia, leggermente usurata dal tempo, è stata "lavata" per ottenere una migliore resa e riversata con il sistema del telecinema su supporto digitale DVD.